# Plataforma de Exploración Gateway

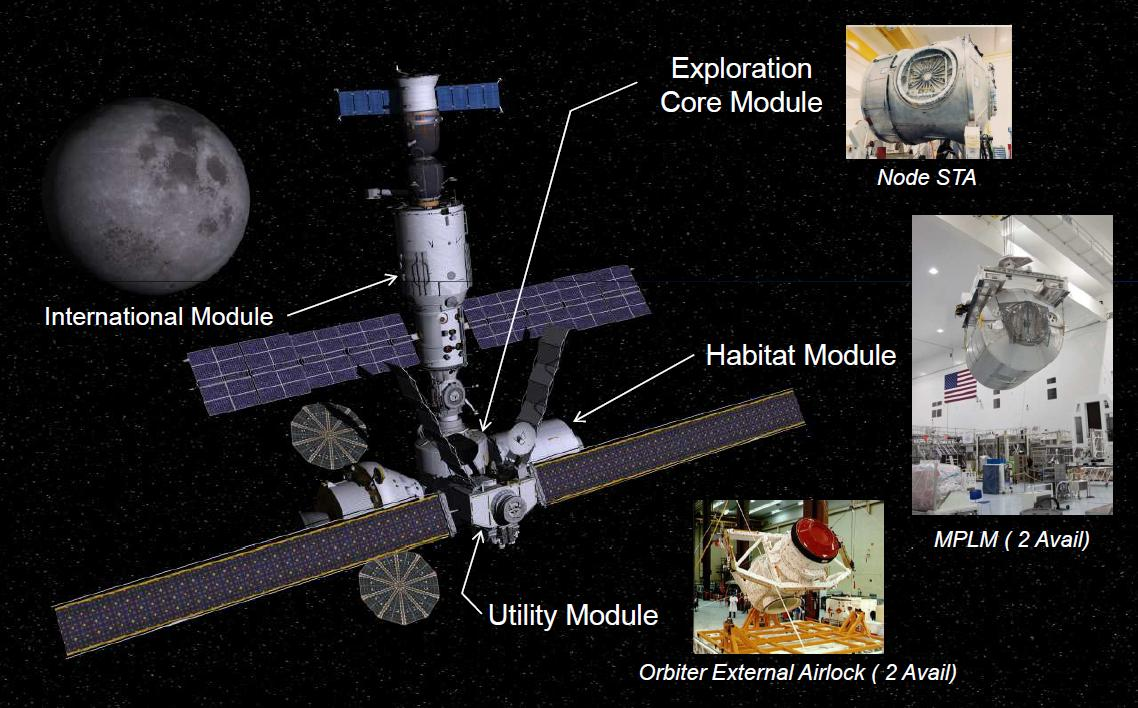
Componentes de Plataforma de Exploración Gateway.

La Plataforma de Exploración Gateway (en inglés, Exploration Gateway Platform) fue un concepto de diseño propuesto por Boeing en diciembre de 2011 para reducir drásticamente el costo de misiones a la Luna, asteroides cercanos a la Tierra (NEA) o las misiones a Marte mediante el uso de componentes ya diseñados para construir un depósito de reabastecimiento de combustible y una estación de servicio ubicada en uno de los puntos de lagrange Tierra-Luna, L1 o L2. El sistema afirma que su ahorro de costos se basa en la capacidad de ser reutilizado para múltiples misiones, como una plataforma de lanzamiento para la exploración del espacio profundo, una estación de retransmisión robótica para rovers lunares, servicio de telescopios y una plataforma de práctica del espacio profundo ubicada fuera de los cinturones de radiación protectores de la Tierra.
La plataforma se construiría en la Estación Espacial Internacional (ISS) para realizar pruebas antes de ser reubicada en L1 o L2 a través de cohetes de propulsión eléctricos o químicos.

## Construcción
La plataforma consistiría en partes sobrantes del programa Estación Espacial Internacional. Las partes consideradas fueron el Nodo 4 para formar el punto de conexión principal, las partes del Sistema de Maniobra Orbital del Transbordador Espacial (OMS) y la Esclusa de Aire Externa Orbiter se combinarían para formar un módulo de utilidad para maniobras, orientación y actividad extravehicular (EVA), una versión más pequeña de Canadarm para ayudar con la logística y el mantenimiento de la estación, TransHab y/o la posible inclusión de una estación inflable 'Zvezda 2' o Bigelow para sistemas de soporte vital, alojamiento de la tripulación, almacenamiento y espacio de laboratorio. La mayoría de los componentes se elevarían a la órbita utilizando EELV o lanzadores comerciales disponibles actualmente. Se colocaría un módulo de aterrizaje reutilizable en la plataforma para el aterrizaje en la Luna y se reabastecería de combustible utilizando el nuevo vehículo de carga pesada SLS de la NASA.